# Energiekiosk

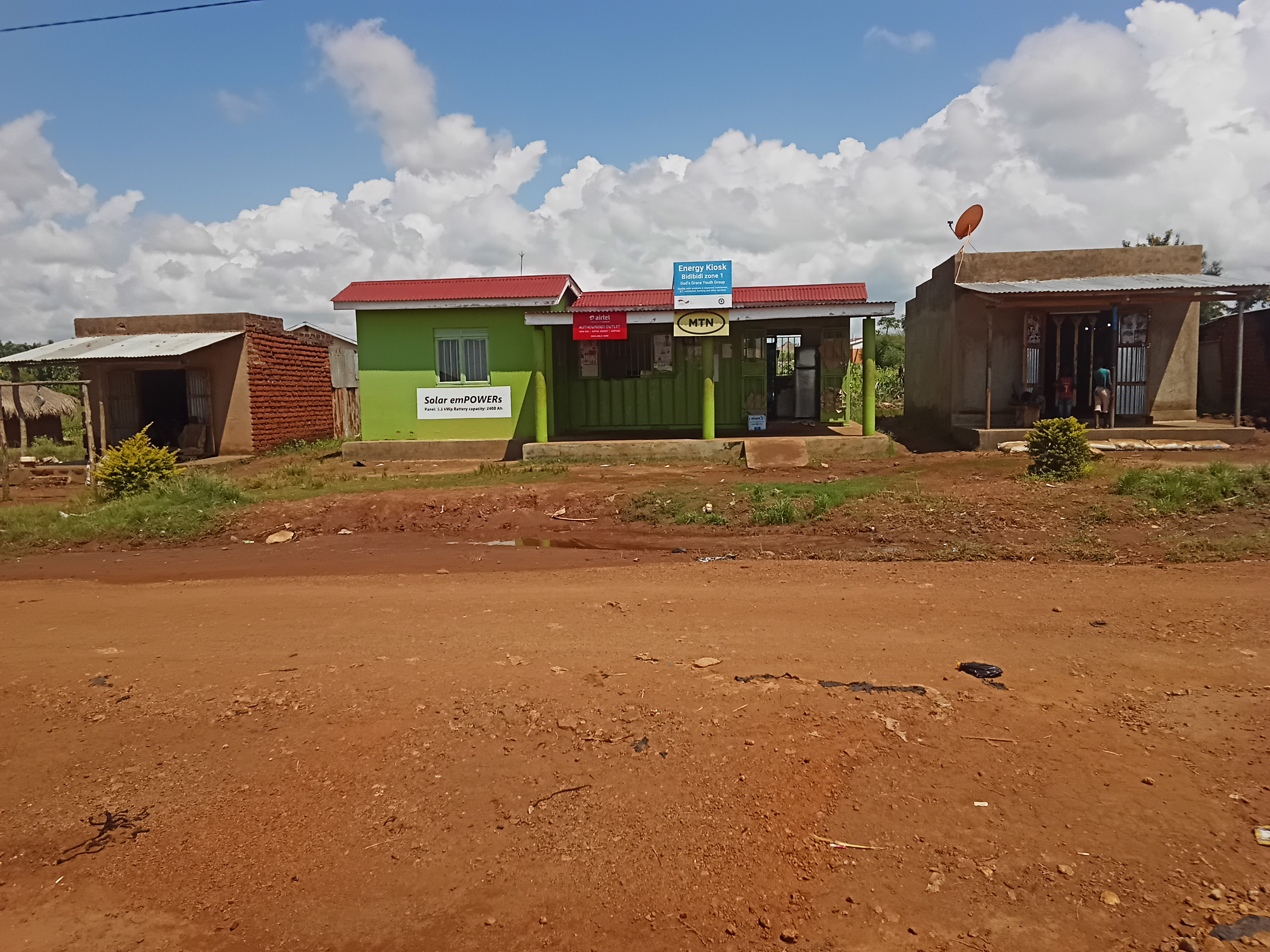
Energiekiosk in der Flüchtlingssiedlung Bidi Bidi (2024)

Als Energiekiosk (teilweise auch Solarkiosk) bezeichnet man ein Geschäftsmodell zum Vertrieb von Energie, welches vor allem in Entwicklungsländern praktiziert wird. In ganz Afrika gibt es bereits hunderte von Unternehmern, die mit Solarenergie oder auch mit fossilen Energieträgern Ladestationen nach diesem Prinzip betreiben.

## Praxis
Meist finden sich Energiekioske im ländlichen Raum ohne ausreichende Elektrizitätsversorgung. Der Ansatz von Energiekiosken ist, eine meist für Einzelpersonen unerschwingliche Anlage wie eine kleine Solaranlage oder auch fossil betriebene Generatoren zentral für ein Dorf bereitzustellen und damit den Zugriff auf kleine Energiedienstleistungen wie das Aufladen von Mobiltelefonen oder Akkus verschiedener Größe für ein geringes Entgelt zu ermöglichen. Solche Kioske existieren teils als stationäre Lösungen in existierenden Gebäuden, teils als speziell für diesen Zweck aufgestellte Kioske, teils als teils-mobile und mobile Lösungen, mit denen sich die Betreiber veränderten Marktbedingungen anpassen können. Somit haben Menschen auch für wenig Geld Zugriff auf Elektrizität in abgelegenen, netzungebundenen Gebieten.
Das von der indischen Nichtregierungsorganisation Volunteers for Rural Health, Education, and Information Technology (THRIVE) gegründete Energieunternehmen Thrive Energy Technologies Pvt. Ltd. (TET) hat im Rahmen der Kampagne One Child, One Light bisher 200 Energy Kiosks im indischen Bundesstaat Uttar Pradesh errichtet. Diese versorgen jeweils zwischen 100 und 300 Familien mit aufgeladenen LED-Lichtern.
2010 eröffnete das Projekt e.quinox einen Energiekiosk in Ruanda. Das Projekt wurde dafür vom Lincoln-Near-Earth-Asteroid-Research-Institut und von der Internationalen Astronomischen Union mit der Benennung des Asteroiden (14741) Teamequinox sowie mit dem Student Humanitarian Supreme Prize des Institute of Electrical and Electronics Engineers ausgezeichnet.
2012 eröffnete das Projekt Renew'N'able Malawi (RENAMA) zwei Energy Kiosks in Malawi zur Versorgung der Bevölkerung mit Elektrizität nach dem e.quinox-Modell. Das Vorhaben wurde unterstützt vom schottischen International Resources and Recycling Institute und finanziert vom Scottish Government Malawi Development Programme.